# Papuawaran
Der Papuawaran (Varanus salvadorii), gelegentlich auch als Baumkrokodil bezeichnet, ist eine Art der Schuppenkriechtiere (Squamata) aus der Gattung der Warane (Varanus). Mit einer Gesamtlänge von bis zu rund 2,5 m ist dieser Endemit von Neuguinea eine der größten bekannten rezenten Echsen. Da ausführliche Freilandbeobachtungen fehlen, ist die Art nur wenig erforscht.

## Merkmale

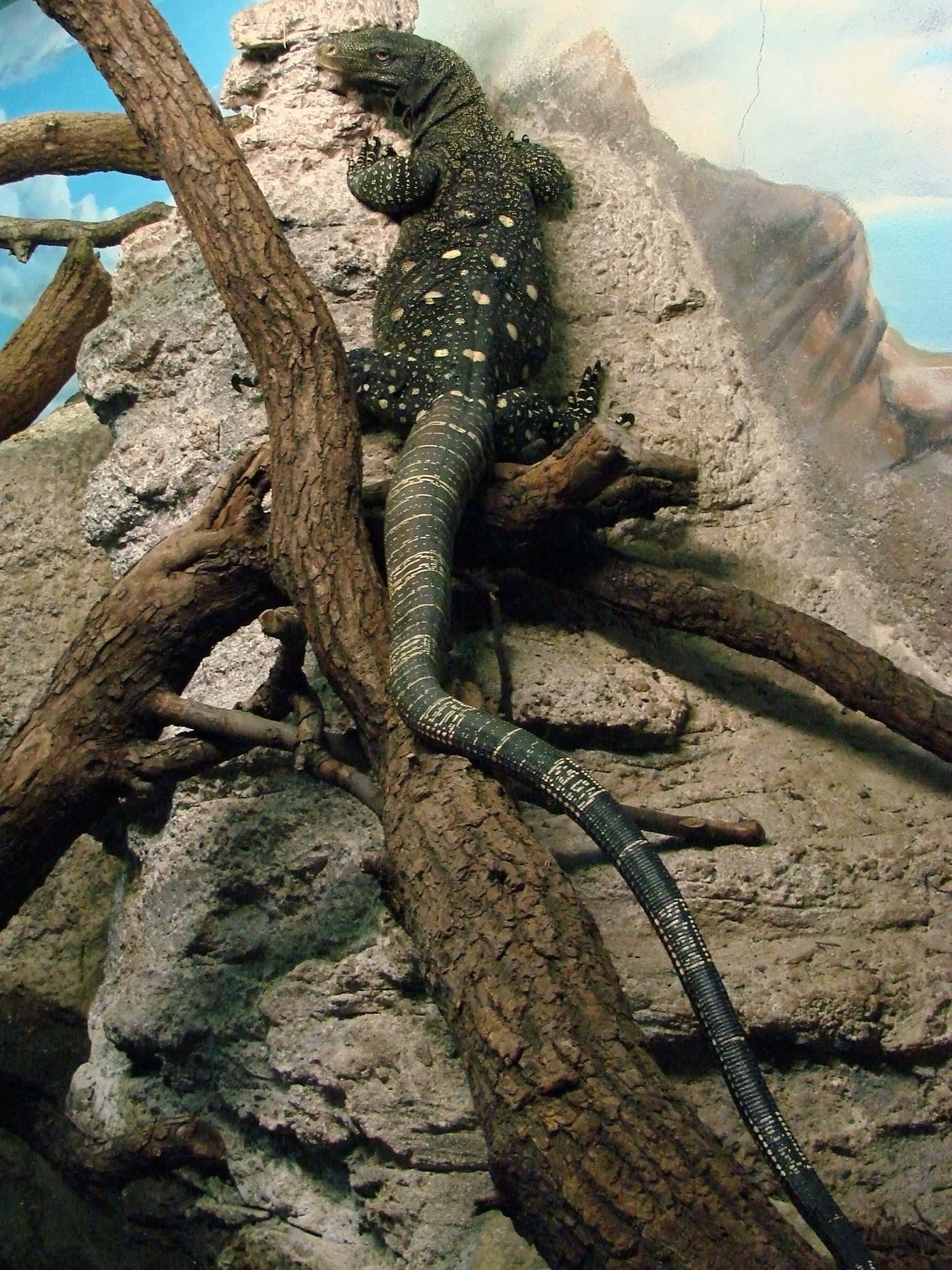
Papuawaran im Zoo d’Amnéville

Der Papuawaran erreicht eine Gesamtlänge von über 2,5 m, das längste zuverlässig gemessene Exemplar war insgesamt 2,65 m lang. Zehn weitere vermessene Exemplare waren 1,16 bis 2,55 m lang und wogen 5–6,38 kg. Der Schwanz ist sehr lang, seine Länge beträgt das 2,7fache der Kopf-Rumpf-Länge. Die bis heute zitierten älteren Vermutungen und Geschichten von Einheimischen, dass der Papuawaran bis zu 4,5 m lang wird, sind offensichtliche Übertreibungen.
Der Kopf ist recht leicht gebaut, die Schnauze stumpf, die Nasenlöcher näher an der Schnauze und eher rund als schlitzförmig. Die Zähne sind seitlich abgeflacht, leicht gebogen und sehr scharf, aber nur schwach gesägt. Sie stehen nahezu aufrecht auf den Kieferknochen und sind im Vergleich zu anderen Waranen sehr lang. Der Papuawaran besitzt mehrere Gularfalten. Der Schwanz ist an der Basis im Querschnitt rund und wird weiter vom Körper weg im Querschnitt dreieckig.
Die Grundfarbe reicht von braun bis tiefschwarz, daneben zeigt die Art unregelmäßig verteilte gelbe Punkte und Augenflecken sowie Querringe um den Schwanz. Von anderen, sympatrisch vorkommenden Waranen ist er durch seinen nicht seitlich abgeflachten Schwanz und seine vielen Gularfalten und durch Merkmale in der Beschuppung  zu unterscheiden.

## Verbreitung

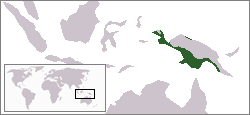
Wahrscheinliche Verbreitung des Papuawarans

Der Papuawaran bewohnt ausschließlich Neuguinea, eine genaue Zusammenstellung aller bekannten Fundorte findet sich in Horn et al. (2007). Er  bewohnt die Nordküste vom äußersten Westen bis Vamingo und die komplette südliche Hälfte der Insel vom äußersten Westen auf den Inseln Sarawati und Warir über die Vogelkopf-Halbinsel bis in die Gegend um Port Moresby im Osten. Er kommt von der Küste bis in etwa 600 m Meereshöhe vor und lebt überwiegend in Regen- und Sumpfwäldern.

## Lebensweise
Der Papuawaran ist tagaktiv und ein Baumbewohner, der jedoch gelegentlich auch am Boden aufzufinden ist. Die kräftigen Beine und die starken, gekrümmten Krallen sind Anpassungen an das Klettern, er nutzt seinen langen Schwanz, um beim Klettern und Springen von Ast zu Ast die Balance zu halten, nicht jedoch als Greifschwanz. Er ist hochagil und zeichnet sich durch enorm schnelle Fortbewegung und einen wie bei allen Waranen hohen, beim Papuawaran wahrscheinlich im unteren Leistungsbereich von Endothermie liegenden Stoffwechsel aus. In Gefangenschaft gehaltene Tiere verweilen den größten Teil des Tages sonnend auf dicken Ästen. Gelegentlich ruhen sie für längere Zeit im Wasserteil des Geheges, wahrscheinlich ein thermoregulatorisches Verhalten.
Bestätigte Informationen zur Ernährung in der Natur in Form von untersuchten Mageninhalten liegen nicht vor. Es ist davon auszugehen, dass er sich von Insekten, kleinen Säugern, Vögeln und deren Eiern ernährt; besonders Eier scheinen ein wichtiger Teil seiner Nahrung zu sein. Einheimische berichteten laut Schultze-Westrum (1972), dass der Papuawaran Hirsche, Schweine und Hunde reiße; solche Beute soll dann in die Bäume getragen und gegessen werden. Dies wiederum scheint sehr unwahrscheinlich. In Gefangenschaft gehaltene Papuawarane nehmen Fleischstücke, Eier, Mäuse, Ratten, Meerschweinchen, Hamster, Fischstücke und Hundefutter an. Sie töteten lebende Ratten nicht durch warantypisches, heftiges Kopfschütteln beim Biss, sondern konnten sich offenbar allein auf ihre starke Beißkraft und die kräftigen Zähne verlassen. Zum Jagdverhalten in der Natur existieren keine Angaben. 
Als Parasiten freilebender Papuawarane sind vor allem Zecken bedeutend. Flagellaten, Milben und Bandwürmer wurden als Endoparasiten bestätigt.
Zum Sozialverhalten und Fortpflanzung in der Natur liegen keine Daten vor. In Gefangenschaft können männliche Papuawarane nicht zusammengehalten werden, da die Männchen sich meist direkt nach Zusammenführung Kommentkämpfe liefern. Gelege in Gefangenschaft enthielten 4–12 Eier und wurden zwischen Oktober und Januar gelegt. Für die starken Größenunterschiede der Eier, die 43,3–60,8 g schwer sind, gibt es keine Erklärung. Die meisten in Gefangenschaft abgesetzten Gelege waren unfruchtbar, und nur viermal gelang die Nachzucht. Die Schlüpflinge waren etwa 45 cm lang, bunter (more brilliant in color) gefärbt als Alttiere und nahmen kleine Insekten und Reptilien als Futter an.

## Systematik
Die Erstbeschreibung erfolgte 1878 durch Peters & Doria. Wird die Hemipenismorphologie als systematisches Merkmal genommen (Ziegler & Böhme 1997), so gehört Varanus salvadorii aufgrund seiner einzigartigen Hemipenes in die monotypische Untergattung Papusaurus, die als Schwestergruppe aller anderen indo-australischen Entwicklungslinien gilt. Laut molekularbiologischen Analysen (Ast 2001) jedoch ist Varanus salvadorii das Schwestertaxon von Varanus komodoensis; zu diesem Kladus ist wiederum Varanus varius das Schwestertaxon. Dies scheint plausibel, da Varanus varius eine ähnliche ökologische Nische wie Varanus salvadorii besetzt, womöglich von Australien Neuguinea erreichte und sich dort allopatrisch zu Varanus salvadorii entwickelte. Die gemeinsamen Merkmale von Varanus salvadorii und Varanus varius könnten jedoch auch auf konvergenter Evolution beruhen.

## Papuawarane und Menschen
In Neuguinea halten die Eingeborenen den Papuawaran für „einen bösen Geist, der Bäume erklettert, aufrecht läuft, Feuer spuckt und Menschen tötet“. Laut Aussagen der Einheimischen soll er auch Menschen töten und essen; ein Beweis hierfür existiert nicht. Die Bewohner der Arfak-Berge auf der Vogelkopf-Halbinsel wiederum bejagen den Papuawaran seines Fleisches wegen.
Über den Bestand des Papuawarans ist nichts bekannt, 1994 wurde die Anzahl aller jemals für Zoos und Museen exportierten Exemplare auf 30 bis 50 geschätzt. Die Bestände wurden somit bisher nur von einheimischen Menschen beeinflusst. Die Art ist im Washingtoner Artenschutzabkommen im Anhang II geführt.